# Karra Elejalde
Karra Elejalde (ur. 10 października 1960 w Vitoria-Gasteiz) – hiszpański aktor, reżyser i scenarzysta filmowy pochodzenia baskijskiego. Laureat dwóch Nagród Goya dla najlepszego aktora drugoplanowego za role w filmach Nawet deszcz (2010) Icíar Bollaín i Jak zostać Baskiem (2014) Emilia Martíneza-Lázaro. Nominowany do tej nagrody za występ w filmie 100 metrów (2016) Marcela Barreny.